# 吉川由彌
吉川由彌（日语：／ Yashikawa Yūya，1979年6月4日—），日本女性前配音員。出身於神奈川縣橫濱市。身高158cm。A型血。

## 經歷
高中時期，吉川由彌參加了各種社團活動，當時有一個電氣社團，裡面都是有創意的人。因為熱愛遊戲，她用電腦編曲遊戲音樂，但受到周遭人的啟發後，她決定要成為一名遊戲聲音創作者。但她感到很困惑，她想「我還能透過什麼方式涉足遊戲製作方面呢？」然後又想「還有配音的工作」，於是她進入了配音訓練學校。
在參加訓練學校的同時，她也參加了一個市民劇團並進行了各種其他活動。
在獲得試鏡機會後，她在遊戲《真愛故事3》中飾演佐伯梢首次亮相。在動畫中的首次亮相是在《陸防軍毛醬》中飾演築島美空。
Kirakira☆Melody學園第2期學生。在隸屬於TWOFIVE、TAB Production之後，她轉移Atomic Monkey。
然而，為了實現夢想而搬到沖繩後，她很難平衡自己的工作和配音工作，因此她於2006年4月離開了經紀公司，並從配音界退休。

## 人物
她的角色大多都很年輕。興趣：看電影、看職棒比賽、打掃房間。特長：創意寫作、寫小說，曾屢獲殊榮、鋼琴、英語會話。

## 演出
粗體字表示主要角色。

### 電視動畫
- 數碼寶貝04無限地帶（2002年，辣雞肉球獸）
- 陸上防衛隊（2002年，築島美空[6]）
- 幻影鬥士BASToF檸檬（日语：幻影闘士バストフレモン）（2003年，敏特）
- 機魂末世錄（日语：TEXHNOLYZE）（2003年，少女）
- 星星公主（2003年，市東美代子[7]）
- 花右京女侍隊 La Verite（2004年，甜瓜）
- Keroro軍曹（2005年，女孩子）

### 遊戲
- 真愛故事3（日语：トゥルー・ラブストーリー#トゥルーラブストーリー3）（2001年，佐伯梢）
- LoveSongs♪ADV 雙葉理保14歳 ～夏～（2004年，雙葉真琴）
- LoveSongs♪ADV 雙葉理保19歳 ～冬～（2004年，雙葉真琴）
- 性感女劍士特別篇（2005年，雙葉真琴）
- Little Aid（日语：Little Aid）（2005年，南香澄）
- 練習曲 序章 ～動搖的心情～（日语：etude prologue 〜揺れ動く心のかたち〜）（2006年，南香澄）

### 廣播、網路節目
- 花右京女侍隊La verite 檸檬、栗子、甜瓜的來照顧你了！（文化放送）
- 南池袋公園裏麥燕放送局

### CD
- 真愛故事3 原聲音樂（日语：トゥルー・ラブストーリー#トゥルーラブストーリー3）（SCDC-00089）
- 真愛故事3 廣播劇CD Term.1（SCDC-00096）
- 真愛故事3 廣播劇CD Term.2（SCDC-00103）
- 真愛故事3 廣播劇CD Term.3（SCDC-00125）
- 真愛故事3 廣播劇CD Term.4（SCDC-00130）
- 真愛故事3 Vocal Collection（SCDC-00135）
- Rune Princess Imagae Album Vol.2（KICA-638）
- Rune Princess Vocal Album（日语：ルーンプリンセス ヴォーカルアルバム）（KICA-644）